# Renaud Jean
Renaud Jean, né le 16 août 1887 à Samazan (Lot-et-Garonne), mort le 31 mai 1961 à Agen, est un syndicaliste et homme politique français. Il fut un leader du syndicalisme agricole de l'Entre-deux-guerres, et le premier député communiste issu du monde rural en 1920.

## Biographie
Né à Samazan (près de Marmande, dans le Lot-et-Garonne) en 1887 dans un milieu paysan modeste – son père était un petit métayer politiquement engagé au parti radical-socialiste – Renaud Jean s'engage très tôt politiquement. Adhérant en 1908 à la Section française de l'Internationale ouvrière (SFIO),, il est élu en 1918 à la tête de la Fédération du Lot-et-Garonne de ce parti socialiste. Il devient en 1921 le premier député communiste (élu SFIO en décembre 1920 lors d'une élection partielle), dans son département d'origine.
Durant la guerre de 1914, il est mobilisé au 24e régiment d'infanterie coloniale. Grièvement blessé il est réformé en 1915.
Ayant acquis une solide réputation basée sur son engagement dans des actions militantes, entre autres auprès des résiniers des Landes, mais aussi contre les saisies à l'encontre des paysans, il est surnommé « le tribun des paysans ».
Il est chargé, de 1920 à 1939, au sein du Parti communiste, de déterminer les relations entre les communistes et le monde paysan : les dirigeants du PC ayant surtout assis l'influence du parti sur la classe ouvrière, qui constitue leur socle social et électoral, ils connaissaient moins bien le monde paysan et cherchaient à y acquérir de l'influence. Renaud Jean dirige les deux organisations « syndicales paysannes » mises en place pour mener à bien ce travail : le « Conseil paysan français » (CPF) de 1925 à 1929, puis la « Confédération générale des paysans travailleurs » (CGPT) de 1929 à 1939. Il est aussi directeur de l'organe de celle-ci, La Voix paysanne.
Renaud Jean s'intéresse donc beaucoup à la question des structures agraires, et à la question de la répartition de la propriété foncière, et est chargé par le parti de réfléchir à la diffusion d'un communisme agraire, mais ne parvient pas à concilier la doctrine marxiste (et ses conséquences : collectivisation et exploitation en commun des terres, sur le modèle russe, qu'il ne souhaitait pas) et les souhaits des paysans français ancrés dans d'autres revendications et d'autres valeurs, et militant plutôt pour une répartition plus juste de la terre (et en maintenant la propriété privée) et de ses revenus. « Authentique animateur d’un communisme « vert » ou agraire, Renaud Jean permit donc au jeune PC de capter toute une génération de paysans qui avaient vu dans la Révolution d’octobre un avenir plus radieux », atteste l'historien et biographe de Renaud Jean, Max Lagarrigue (en).
Critiqué par Trotsky au début des années 1920, pour ses positions non conformes à la doctrine léniniste (notamment lors de l'élaboration d'un programme communiste paysan, mais français, au congrès de Marseille en 1921), Renaud Jean demeure néanmoins indispensable au Parti communiste en raison de sa compétence sur le monde paysan. Membre de son Comité directeur dès le 1er congrès du parti tenu en 1921, puis de son Comité central après 1924, il y est réélu presque continument jusqu'en 1939. Selon la terminologie et la classification utilisées par l'historienne Annie Kriegel, il est l'un des premiers « éléments de permanence » de la direction du parti entre 1921 et 1939 : Renaud Jean, élu 7 fois au comité central, suit immédiatement Marcel Cachin, élu 9 fois, et Henri Gourdeaux, élu 8 fois. Dans ce « classement », il précède plusieurs militants élus 6 fois : Pierre Semard, Louis Sellier, Gabriel Péri, Henri Raynaud, Paul Vaillant-Couturier et ... Maurice Thorez. En 1926 il accède même au « Bureau politique ». Mais il n'y demeure que jusqu'en 1928.
Battu lors des élections législatives de 1928, il est un des rares députés communistes à être élu lors des élections de 1932. Élu dans la circonscription de Marmande, il est réélu en 1936.
En 1935, dans la perspective des élections législatives de 1936, le PCF adopte ses propositions dans le but d'attirer l'électorat paysan.
Après la victoire du Front populaire, le Parti communiste sur injonction de Staline ne prend pas part au gouvernement de Léon Blum, de sorte que Renaud Jean ne peut assurer la direction d'un ministère de l'agriculture pour lequel il aurait été pressenti, mais il est quand même à l'origine de la création de l'Office du blé, et préside la commission agricole de la Chambre des députés. Il préside également le groupe parlementaire communiste.
La signature du pacte germano-soviétique, le 23 août 1939, sonne toutefois le glas de sa carrière politique au sein des instances nationales du PCF. Très affecté, en effet, par la ligne politique adoptée par l'URSS et par incidence le PCF, l'ancien poilu de la « Grande Guerre », fer de lance des combats antifascistes du Front populaire, refuse, sans toutefois en faire état publiquement, ce traité et la nouvelle ligne du Parti.
Membre du groupe ouvrier et paysan français qui remplace le groupe parlementaire communiste dissous, il est arrêté le 8 octobre 1939, déchu de son mandat le 21 janvier 1940 et condamné le 3 avril 1940 par le 3e tribunal militaire de Paris à quatre ans de prison avec sursis (en raison de ses graves blessures de guerre), 4 000 francs d'amende et cinq ans de privation de ses droits civiques et politiques. Il refuse au cours de ses nombreuses auditions devant la justice militaire de renier le pacte germano-soviétique pour « ne pas donner des armes aux ennemis de toujours du Parti » disait-il, ainsi que par esprit de discipline et de solidarité envers les autres accusés.
Il choisit de ne pas prendre part, à sa libération, à la Résistance dans laquelle les communistes se sont entre-temps engagés, dès l'automne 1939.
Restant toutefois un homme ayant gagné le respect et la sympathie des paysans, grâce à ses qualités intellectuelles et morales, il exerce de nouveau après-guerre des mandats locaux : maire de Samazan et membre de l'Assemblée départementale pour le canton du Mas-d'Agenais. Ces deux mandats lui sont ensuite constamment renouvelés. Il meurt en 1961, étant resté membre du Parti communiste.
Renaud Jean a fait partie de cette génération de députés communistes qui, dans l'entre-deux-guerres, ont permis au Parti communiste d'établir une relation avec le monde paysan. Parmi les 72 députés communistes élus en 1936, on trouvait, en plus de lui-même élu de l'arrondissement de Marmande (Lot-et-Garonne), Auguste Béchard (député d'Alès), André Parsal (député de Sceaux), Waldeck Rochet (député de Nanterre), Jean Duclos (député de Versailles), Henri Pourtalet (député de Cannes), Paul Loubradou (Dordogne), Gustave Saussot (Dordogne) et Marius Vazeilles (député d'Ussel).

### Détail des mandats
- Maire de Samazan (1935-1940 ; 1944-1961).
- Conseiller général de Lot-et-Garonne, canton de Port-Sainte-Marie (1922-1928) ; canton du Mas-d'Agenais (1934-1940 ; 1945-1961).
- Député de Lot-et-Garonne (1920-1928 ; 1932-1940).